# MTV Unplugged in New York
《MTV Unplugged in New York》은 미국의 그런지 밴드 너바나의 라이브 음반이다. 뉴욕 시 소니 뮤직 스튜디오에서 행해진 그들의 어쿠스틱 공연을 녹화하여 1993년 11월 18일 텔레비전 시리즈 《MTV 언플러그드》에 방송하려고 했었다. 이 쇼는 베스 맥캐시가 감독했고, 1993년 12월 16일 케이블 텔레비전 방송국 MTV를 통해 처음 선을 보인다. 텔레비전 시리즈의 전형적인 관습에 반대했던 밴드는 세트리스트를 주로 잘 알려지지 않은 곡과 베이스라인스, 데이비드 보위, 리드 벨리, 미트 퍼펫츠의 곡으로 구성했다. 퍼펫츠의 일원인 크리스와 커트 커크우드가 무대에 함께 올라 공연했다.
《MTV Unplugged in New York》는 커트 코베인의 죽음 뒤에 발표된 첫 음반으로 빌보드 200의 정상에 올랐다. 1997년 미국에서 5x 플레티넘 인증을 받은 이 음반은 코베인의 사후 발표된 너바나의 음반 중 가장 좋은 성적을 거두었다. 1996년 그래미상 최우수 얼터너티브 음악 앨범 상을 거머쥐었고, 2007년 공연 영상이 수록된 DVD가 출시되었다.

## 공연
너바나는 어쿠스틱을 바탕으로 하는 프로그램 《MTV 언플러그드》에 출연함을 MTV와 합의 중에 있었다. 미트 퍼펫츠와 투어 도중이던 당시 너바나의 프론트맨 커트 코베인은 결국 승낙한다. 밴드는 《MTV 언플러그드》 에피소드의 전형에서 벗어나고 싶어했다. 드럼 주자 데이브 그롤의 말에 의하면 "우리는 《언플러그드》를 시청해 보았고, 그들 중 마음에 드는 것이 없었다. 왜냐면 거의 모든 밴드가 쇼를 록 쇼처럼 취급했기 때문이다—어쿠스틱 기타만 빼면 매디슨 스퀘어 가든 공연과 다른 게 없었다." 밴드는 마크 레니건의 1990년도 음반 《The Winding Sheet》을 영감의 근원으로 받아들였다. 이들은 데이비드 보위의 〈The Man Who Sold the World〉를 커버하거나 미트 퍼펫츠의 일원을 초대하여 무대에서 협연하는 등의 아이디어를 구상했다. 한편, 코베인은 자신이 전체를 주관하는 이 쇼에 불안감을 가졌다.
밴드는 이틀에 걸쳐 리허설에 매진했다. 리허설 세션은 긴장과 어려움이 동반되었다. 밴드는 가지각색 곡들을 공연하는 것에 문제가 있었다. 세션 도중 코베인은 MTV가 제안한 공연 방식을 거절했다. 프로듀서 알렉스 콜레티는, 방송국 측이 미트 퍼펫츠가 게스트로 출연하고 너바나의 세트 리스트에 히트곡이 부족하다는 것에 언짢아 했다고 회상했다. 촬영 전날에 코베인은 화가 나 있어 공연을 거부했지만, 다음날 오후 마약 금단증상과 신경과민을 겪는 상태로 스튜디오에 나타났다. 한 목격자는 이렇게 말한다. "농담도, 웃음도, 즐거움도 그가 올 당시 없었습니다... 그래서 모두가 그의 공연에 대해 조금 불안감이 생겼죠."
너바나는 1993년 11월 18일 뉴욕 시 소니 스튜디오에서 《MTV 언플러그드》 공연 촬영에 들어갔다. 프로그램의 본바탕을 무시하고 코베인은 어쿠스틱 기타를 자신의 앰프와 이펙트 페달에 연결했다. 콜레티는 앰프 앞에 가짜 상자를 세워 웨지 모니터로 위장시켰다. "이것은 커트의 안심 담요입니다. 그는 자신의 펜더를 이용해 기타를 연주하곤 했고, 이런 효과를 내기 원했습니다. 'The Man Who Sold The World'에서 그 소리를 들을 수 있어요. 이건 어쿠스틱 기타이지만, 분명히 앰프를 통해 전달됨을 느낄 수 있어요."라고 콜레티는 말한다. 너바나는 자신들과 투어에서 함께 활동하던 기타리스트 팻 스메어와 첼리스트 로리 골드스톤을 불러들였다. 코베인은 무대를 스타게이저 백합, 흑색 양초, 크리스탈 샹들리에로 꾸밀 것을 제안했다. 코베인은 프로듀서에게 이를 부탁했고, 이 말을 들은 그는 "장례식처럼요?"라고 반문했다. 코베인은 "맞아요, 장례식처럼요."라고 답했다.
이 프로그램의 수많은 출연자들과는 달리 너바나는 전 공연을 단 원 테이크만에 촬영했다. 밴드는 자신들의 데뷔 음반 《Bleach》에서 네 곡, 1991년 음반 《Nevermind》에서 세 곡, 가장 최근 발표한 《In Utero》에서 6곡 가져와 세트리스트를 짰다. 너바나는 잘 알려진 곡들을 공연하는 건 기피하였으며, 세트에 수록된 히트곡은 1992년 싱글곡 〈Come as You Are〉이 유일하다. 미트 퍼펫츠의 크리스와 커트 커크우드가 무대에 올라 밴드와 함께 세 곡을 협연했다. 세트에는 블루스 뮤지션 리드 벨리가 편곡한 전통가요 〈Where Did You Sleep Last Night〉가 포함되었다. 이 곡의 공연은 역대 가장 위대한 단일곡 라이브 공연 중 하나로 평가되고 있다. 더 아틀란틱의 평론가 앤드류 월랜스 채밍스가 묘사한 바로는 "마지막 구절, 'I would shiver the whole night through'에서 코베인은 강제로 자신을 압박함과 동시에 한 옥타브 뛰어올라 절규하고 갈라진다. 그는 마치 시트콤 결혼식에서 싸움이 일어난 것처럼 'shiver'를 외쳐 밴드의 연주를 멈추었다. 이후 그는 'whole'을 울부짖고 다음으로 아주 묘사하기 어려운, 굉장히 이상하고 짧은 정적이 흐른다. 그는 살을에는 듯한 푸른 눈을 순간적으로 열어, 사람들이 그 표백된 장발 아래에서 묘한 명료함을 느끼게 한다. 그리고는 곡을 마무리한다." 너바나는 공연을 끝낸 뒤 앙코르를 원했던 프로듀서와 말다툼한다. 코베인은 그 곡의 공연을 능가할 수 없을 것이라고 생각해 거절했다.

## 발표와 반응
| 전문가 평가                      | 전문가 평가 |
| 평가 점수                        | 평가 점수   |
| 출처                             | 점수        |
| -------------------------------- | ----------- |
| 올뮤직                           | [ 8 ]       |
| 《블렌거》                       | [ 9 ]       |
| 《시카고 선타임스》              | [ 10 ]      |
| 《크리스트가우의 콘서머 가이드》 | A           |
| 《엔터테이먼트 위클리》          | A           |
| 《로스앤젤레스 타임스》          | [ 13 ]      |
| 《NME》                          | 9/10        |
| 《Q》                            | [ 15 ]      |
| 《롤링 스톤》                    | [ 16 ]      |
| 《롤링 스톤 앨범 가이드》        | [ 17 ]      |

1994년 4월 코베인이 죽은 채 발견된 뒤 너바나가 출연한 《MTV 언플러그드》 에피소드가 여러차례 방영되었다. 새로운 너바나 음반 제작 조건에 부합함과 동시에 부틀렉이 횡행하자 DGC는 1994년 8월 《Verse Chorus Verse》라는 제목의 더블 앨범의 출시를 공표했다. 여기에는 《MTV 언플러그드》 공연을 비롯한 1989년부터 1994년의 라이브 공연 음원이 수록될 예정이었다. 그러나 음반을 편집하는 과정은 남은 밴드 멤버들에게 큰 고통이 되었고, 그래서 프로젝트는 공표 1주일 뒤 취소되었다. 그 대신에 노보셀릭과 그롤은 《MTV 언플러그드》 공연 음원만 출시하기로 결정했다. 공연의 프로듀서를 담당했던 스콧 릭이 음반의 프로듀싱을 위해 초청되었다.
《MTV Unplugged in New York》는 1994년 11월 1일 발표되었고, 다음주 빌보드 200 정상에 올라 310,500장 팔려갔다. 이 판매량은 너바나 활동을 통틀어 가장 높은 첫 주 판매고다. 음반은 평론가로부터 긍정적인 평가를 받았다. 《Q》지는 밴드의 어쿠스틱 합주 사운드에 대해서 "아주 역동적이고, 남루한 영광에 홀려있다"고 말한다. 《롤링 스톤》은 음반이 "감동적이고 가끔씩 천재성"을 보인다면서 "남아돌고 훌륭한 지점이 군데군데 있다"고 쓴다. 이어 밴드의 캐미스트리가 최고조에 이른 때는 〈All Apologies〉와 코베인의 독주로만 공연된 〈Pennyroyal Tea〉이라고 했다. 《모조》의 벤 톰슨은 "특색이 없는 측면"에서 "언플러그드" 작품의 대다수가 마음에 들지 않으며 너바나 음반의 상업적 성적에 미치는 코베인의 강렬한 죽음을 제대로 이용하지 못한 것으로 보인다고 평했다. 《엔터테이먼트 위클리》의 데이비드 브라운은 음반을 들었을 때 심란함을 느꼈다면서 "코베인 본인의 상실감을 도출하는 것 외에도 《Unplugged》는 음악적 상실의 느낌 또한 이끌어낸다. 이 어쿠스틱 재편곡들의 연약함과 친밀함은 너바나(혹은 코베인이라도, 그는 밴드의 한계에 대해 심한 좌절감을 표한 바 있다)가 어디로 향할 것인지에 대한 힌트가 된다."고 썼다.
1994년 말 《MTV Unplugged in New York》은 미국의 평론지 《빌리지 보이스》에서 주최하는 연례 여론조사 패즈 앤 좁에서 투표로 선정된 올해 최고의 음반에서 4위에 올랐다. 여론조사의 슈퍼바이저 로버트 크리스트가우는 음반을 자신의 올해 리스트에 4위로 올렸다. 그는 음반을 코베인의 감정 골에 대한 증거이며, 보컬리스트로서 "표리가 없"고, 또한 이디 베더와 로우 배로우 등 여타 얼터너티브 록과는 거리가 있다면서 "그의 보컬은 존 레논이 《John Lennon/Plastic Ono Band》에서 보여준 모습을 환기시킨다. 그리고 그는 이를 원 테이크만에 해냈다"고 저술했다. 1995년 3월, 음반은 680만 장의 판매고를 기록하여 《In Utero》의 판매량을 앞질렀다. 올뮤직의 회고적인 평론에서 수석 편집자 스티븐 토마스 얼와인은 음반이 너바나의 다른 음반과는 달리 대담하게 고백 성사하며 코베인은 "새로운 사운드와 스타일을 찾기 직전"에 있다고 썼다. 《팝매터스》의 제이슨 멘델슨은 여기서 나타나는 친밀한 포크 록은 자신들의 방식인 혁신적인 록 음악의 급진적임과, 음악적으로 외향적으로 되어가는 코베인으로부터 비롯된다고 말했다. 《롤링 스톤 앨범 가이드》 (2004)에서 저널리스트 찰스 M. 영은 《Nevermind》에 견줄만한 "두 번째 걸작"이며 코베인의 강렬한 음성과 곡을 커버함에 있어서 특출한 테이스트가 있는 이유로 "그가 록에서 한 것만큰 포크 음악에 일대 혁신"을 이루었고 했다. 이어 그 자신의 곡의 품질은 "시끌벅적한 밴드가 뒤의 당신에게 열연하는 것" 혹은 "그저 어쿠스틱 기타"로부터 훌륭함이 입증된다고 한다.
어클레임드 뮤직에 따르면, 《MTV Unplugged in New York》는 평론가의 역대 목록에서 가장 많이 오른 음반에서 316위에 올랐다. 2012년 《롤링 스톤》의 역대 가장 위대한 음반 500장 목록에서 313위에 자리잡았다. 같은 잡지에서 선정한 1990년대 최고의 음반에서는 95위에 올랐다. 《NME》은 《MTV Unplugged in New York》을 "가장 위대한 라이브 음반 50장"에서 1위에 선정했다. 2014년 7월 《기타 월드》는 "슈퍼언논: 1994년을 정의하는 상징적인 음반 50장" 목록에서 30위에 선정되었다. 음반은 책 《죽기 전에 꼭 들어야 할 앨범 1001》에 이름이 올랐다.

## 곡 목록
특별한 언급이 없는 한 전곡은 커트 코베인 작사·작곡이다.
1. 〈About a Girl〉  – 3:37
2. 〈Come as You Are〉  – 4:13
3. 〈Jesus Doesn't Want Me for a Sunbeam〉 (유진 켈리, 프렌시스 맥키) – 4:37
4. 〈The Man Who Sold the World〉 (데이비드 보위) – 4:20
5. 〈Pennyroyal Tea〉  – 3:40
6. 〈Dumb〉  – 2:52
7. 〈Polly〉  – 3:16
8. 〈On a Plain〉  – 3:44
9. 〈Something in the Way〉  – 4:01
10. 〈Plateau〉 (Curt Kirkwood) – 3:37
11. 〈Oh, Me〉 (커크우드) – 3:26
12. 〈Lake of Fire〉 (커크우드) – 2:56
13. 〈All Apologies〉  – 4:23
14. 〈Where Did You Sleep Last Night〉 (리드 벨리 편곡) – 5:08

## 참여 인원
너바나
- 커트 코베인 – 리드 보컬, 통기타
- 크리스 노보셀릭 – 어쿠스틱 베이스, 테이크 3의 아코디언, 테이크 10, 11, 12의 어쿠스틱 리듬 기타
- 데이브 그롤 – 드럼, 백 보컬, 테이크 3의 어쿠스틱 베이스

추가 음악가
- 팻 스미어 – 통기타, 단 테이크 5, 10, 11, 12 제외
- 로리 골드스톤 – 첼로, 단 테이크 1, 2, 5, 10, 11, 12 제외

미트 퍼펫츠
- 크리스 커크우드 – 테이크 10, 11, 12의 어쿠스틱 베이스, 백 보컬
- 커트 커크우드 – 테이크 10, 11, 12의 어쿠스틱 리듬 기타

제작
- 알렉스 콜레티 – 프로덕션
- 로버트 피셔 – 아트 디렉션, 디자인
- 스콧 릿 – 프로덕션
- 스티븐 마커슨 – 마스터링
- 프랭크 마이스로타 – 사진
- 너바나 – 프로덕션

## 차트
| 차트 (1994)                       | 최고 순위 |
| --------------------------------- | --------- |
| 오스트레일리아 앨범 (ARIA)        | 1         |
| 오스트리아 앨범 (Ö3 오스트리아)   | 1         |
| 벨기에 앨범 (울트라탑 플랑드르)   | 3         |
| 벨기에 앨범 (울트라탑 왈로니아)   | 6         |
| 캐나다 음반 (RPM)                 | 1         |
| 네덜란드 앨범 (메하하르츠)        | 2         |
| 핀란드 음반 (오피셜 피니시 차트)  | 3         |
| 프랑스 음반 (SNEP)                | 1         |
| 독일 앨범 (미디어 컨트롤)         | 6         |
| 일본 음반 (오리콘)                | 20        |
| 뉴질랜드 앨범 (레코디드 뮤직 NZ)  | 1         |
| 노르웨이 앨범 (VG-리스타)         | 6         |
| 스페인 음반 (푸로무시카에)        | 1         |
| 스웨덴 앨범 (스베리예토프리스탄)  | 2         |
| 스위스 앨범 (슈바이처 히트파라데) | 3         |
| 영국 음반 (OCC)                   | 1         |
| 미국 빌보드 200                   | 1         |

| 차트 (2015)                    | 최고 순위 |
| ------------------------------ | --------- |
| 미국 탑 카탈로그 앨범 (빌보드) | 1         |

| 차트 (1994)                | 순위 |
| -------------------------- | ---- |
| 오스트레일리아 음반 (ARIA) | 7    |

| 차트 (1995)                | 순위 |
| -------------------------- | ---- |
| 오스트레일리아 음반 (ARIA) | 13   |

| 차트 (1996)                | 순위 |
| -------------------------- | ---- |
| 오스트레일리아 음반 (ARIA) | 48   |

| 차트 (2015)                         | 순위 |
| ----------------------------------- | ---- |
| 영국 비닐 음반 (오피셜 차트 컴퍼니) | 10   |

| 차트 (2016)                         | 순위 |
| ----------------------------------- | ---- |
| 영국 비닐 음반 (오피셜 차트 컴퍼니) | 21   |

## 판매량
| 국가                                                  | 인증        | 판매량/출하량 |
| ----------------------------------------------------- | ----------- | ------------- |
| 아르헨티나 (CAPIF)                                    | 3× 플래니넘 | 5,000,000^    |
| 오스트레일리아 (ARIA)                                 | 5× 플래티넘 | 350,000^      |
| 오스트리아 (IFPI 오스트리아)                          | 2× 플래티넘 | 100,000*      |
| 벨기에 (BEA)                                          | 3× 플래티넘 | 150,000*      |
| 브라질 (Pro-Música Brasil)                            | 플래티넘    | 250,000*      |
| 캐나다 (뮤직 캐나다)                                  | 9× 플래티넘 | 900,000^      |
| 프랑스 (SNEP)                                         | 2× 플래티넘 | 1,120,000*    |
| 이탈리아 (FIMI)                                       | 골드        | 50,000*       |
| 일본 (RIAJ)                                           | 플래티넘    | 200,000^      |
| 폴란드 (ZPAV)                                         | 플래티넘    | 100,000*      |
| 스페인 (PROMUSICAE)                                   | 2× 플래티넘 | 200,000^      |
| 스웨덴 (GLF)                                          | 플래티넘    | 100,000^      |
| 스위스 (IFPI 스위스)                                  | 2× 플래티넘 | 100,000^      |
| 영국 (BPI)                                            | 2× 플래티넘 | 600,000^      |
| 미국 (RIAA)                                           | 5× 플래티넘 | 5,000,000^    |
| 요약                                                  |             |               |
| 유럽 (IFPI)                                           | 2× 플래티넘 | 2,000,000*    |
| *판매량을 기반으로 한 인증 ^출하량을 기반으로 한 인증 |             |               |

## DVD 출시
2007년 11월 20일 《MTV Unplugged in New York》의 공연 영상 전체가 DVD로 출시되었다. 따라서 방송에서 제외된 〈Something in the Way〉, 〈Oh Me〉도 포함되었다. 보너스 피처는 《Bare Witness: Nirvana Unplugged》라는 제목의 1999년 MTV 스페셜과 다섯 곡이 포함된 리허설 영상이 있다.